# Яменское сельское поселение
Яменское сельское поселение — муниципальное образование в Рамонском районе Воронежской области.
Административный центр — село Ямное.

## География
Поселение расположено в южной части Рамонского муниципального района Воронежской области на левом берегу реки Дон.

## Административное деление
В состав поселения входят:
- село Ямное,
- хутор Ветряк,
- деревня Новоподклетное,
- посёлок Солнечный.

## История
Возникновение села Ямное связано с городом Воронежем. Население города в основном было военным. По мере того как город рос, все большее количество служивых людей получало землю на некотором удалении от него. В дозорной книге 1615 года отмечено: «Да, на Воронеже на атаманских и на казацких, на придаточных землях деревни, в тех деревнях дворы атаманские, казацкие поставлены на приезд, а за ними же живут бобыли, пашут их же землю». Таких деревень названо несколько. В их числе упомянуто Ямное. Село возникло в конце XVI века в виде атаманского поселения. Тогда здесь было 20 бобыльских дворов. Большую часть деревни составляли атаманы, украинские казаки и дети боярские. Таким образом, в 1615 году Ямное уже было. А возникнуть оно могло, как считают ученые, вскоре после построения Воронежа, примерно между 1590—1600 г. В 1695 году в селе Ямное землевладельцами были Лаврентий и Герасим Веневитиновы.

## Население
| 2010  | 2012  | 2013  | 2014  | 2015  | 2016  | 2017  |
| ----- | ----- | ----- | ----- | ----- | ----- | ----- |
| 2815  | ↗2919 | ↗3055 | ↗3238 | ↗3534 | ↗3898 | ↗4283 |
| 2018  | 2021  |       |       |       |       |       |
| ↗4845 | ↗7658 |       |       |       |       |       |